# بيتر شتورم
بيتر شتورم (بالألمانية: Peter Sturm)‏ هو ممثل نمساوي (وحمل سابقاً جنسية ألمانيا الشرقية)، ولد في 24 أغسطس 1909 في فيينا في النمسا، وتوفي في 11 مايو 1984 في ألمانيا الشرقية.

## أعمال

### أفلام
- (1963) عاري بين الذئاب

## وصلات خارجية
- بيتر شتورم على موقع IMDb (الإنجليزية)
- بيتر شتورم على موقع ألو سيني (الفرنسية)
- بيتر شتورم على موقع قاعدة بيانات الأفلام السويدية (السويدية)
- بيتر شتورم على موقع قاعدة بيانات الفيلم (الإنجليزية)
- بيتر شتورم على موقع كينوبويسك (الروسية)

ناجون من معسكر اعتقال داخاو